# Équipe de Roumanie de beach soccer
L'équipe de Roumanie de beach soccer est une sélection qui réunit les meilleurs joueurs roumains dans cette discipline.

## Palmarès
- Euro Beach Soccer League
  - 4e en 2011 et 2012